# Piophilosoma norrisi
Piophilosoma norrisi är en tvåvingeart som först beskrevs av Paramonov 1954.  Piophilosoma norrisi ingår i släktet Piophilosoma och familjen ostflugor. Inga underarter finns listade i Catalogue of Life.